# Записки от ада
 „Записки от ада“ е биографичен роман за живота на Валя Червеняшка – една от медицинските сестри, прекарали 8 години в няколко либийски затвора по обвинения в умишлено заразяване на над 400 деца с вируса на HIV. В книгата, написана заедно с телевизионния сценарист Николай Йорданов, Червеняшка разказва хронологично за случилото се по време на процеса. В главите „Червения килим“ и „Адът в мен“ тя подробно описва всички изтезания, на които е подложена в първите месеци след ареста си. Разкрити са подробности от живота на нея и останалите обвиняеми по време на делата срещу тях, личните истории на техните съкилийнички, срещите им с различни дипломати и политици и живота им след като се завръщат в България. Това е третата биографична книга на обвиняемите след „8 години заложница на Кадафи“ на Кристияна Вълчева и Миролюба Бенатова и „В клетката на Кадафи“ на Снежана Димитрова. Според авторите на „Записки от ада“ романът е написан така, че историята да е ясна дори на човек, който никога не е чувал за процес срещу българските медици в Либия.
Книгата е издадена в България на 20 ноември 2009 г. от издателство „Хермес“. Официалното ѝ представяне е на 2 декември в Съюза на архитектите в България, където е представена от Соломон Паси , и на 3 декември по време на Панаира на книгата.

## Чуждестранни издания
ЮАР – февруари 2010, под заглавие „Notes From Hell“. Книгата се разпространява от издателя и в Ангола, Ботсвана, Замбия, Зимбабве, Конго, Малави, Мавритания, Мозамбик, Намибия и Танзания.
През април 2010 година „Записки от ада“ е представена на Панаира на книгата в Лондон.
През 2014 година книгата е публикувана на английски в електронен формат.

## Автори
Николай Йорданов е роден на 4 март 1978 година във Варна, България. Работил е като телевизионен сценарист и главен редактор за предаванията „X Factor“, „България търси талант“, „Африка: Звездите сигурно са полудели“, „Предай нататък“, „Ясновидци“, „Пълна промяна“, „Clarvăzătorii“ и други. Това е първата му книга.
Валя Червеняшка е родена на 22 март 1955 година във Враца, България. Омъжена е, с две дъщери „Записки за ада“ разказва за почти десет години от живота ѝ, в които от напълно неизвестна българка, отчаяна от бедността в родината си, се превръща в един от най-известните затворници в историята.

## Електронно издание
Книгата е издадена като eBook в различни формати, включително ePub и mobi, и се предлага в най-големите сайтове за книги като Amazon, iTunes, Goodreads, Barnes & Noble и други.

## Рецензии
Медиите в България посрещат добре книгата. Вестник „Стандарт“ отбелязва, че разказаното в „Записки от ада ще остане “за дълго значима тема за размисъл относно държавността и народопсихологията". „Телеграф“ и „Политика“ хвалят книгата като една от „най-точните и разтърсващи изповеди за тези мрачни години“, а журналистът Ани Цолова, я определя като „силна и въздействаща“.
В ЮАР вестник „Cape Times“ пише: „Тази изповед е изпълнена едновременно със сурова откровеност и емоция“. „Citizen“ публикува ревю, според което „Този ужасяващ разказ влезе в световните вестникарски заглавия. В нея се описва бруталността в най-крайните ѝ прояви. Прочитайки тази книга ще заплачете.“
След публикуването на електронното издание Бил Хоуърд от сайта Reader's Favourite оценява книгата с пет от възможни пет звезди. 